# Gordita

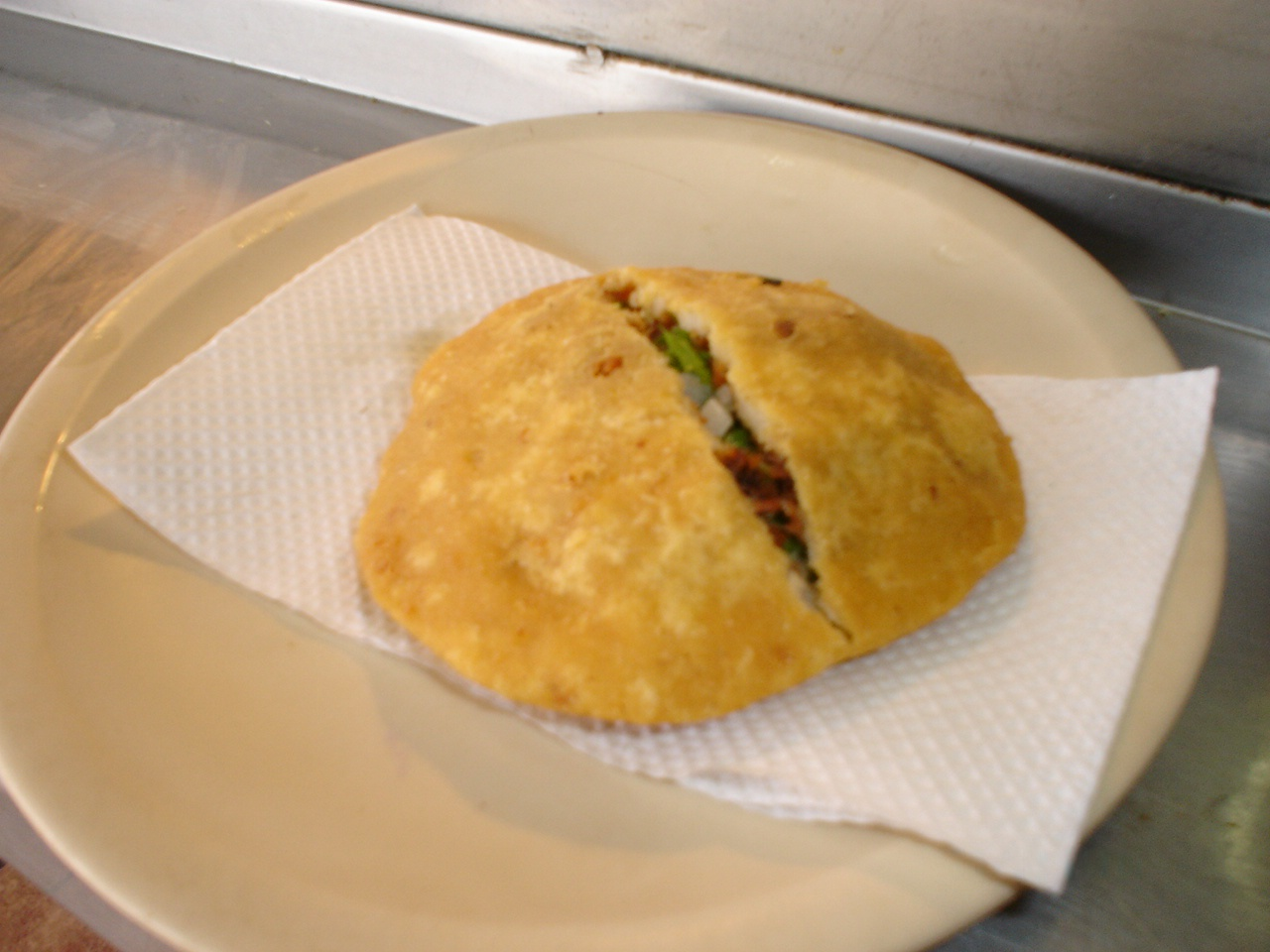
Gordita

Gordita – danie kuchni meksykańskiej; lekko przypieczona tortilla z dodatkami.
Do gordity najczęściej dodaje się: sałatę, paprykę, pomidory, czerwoną fasolkę, sos salsa i czosnkowy.